# BMW sDrive

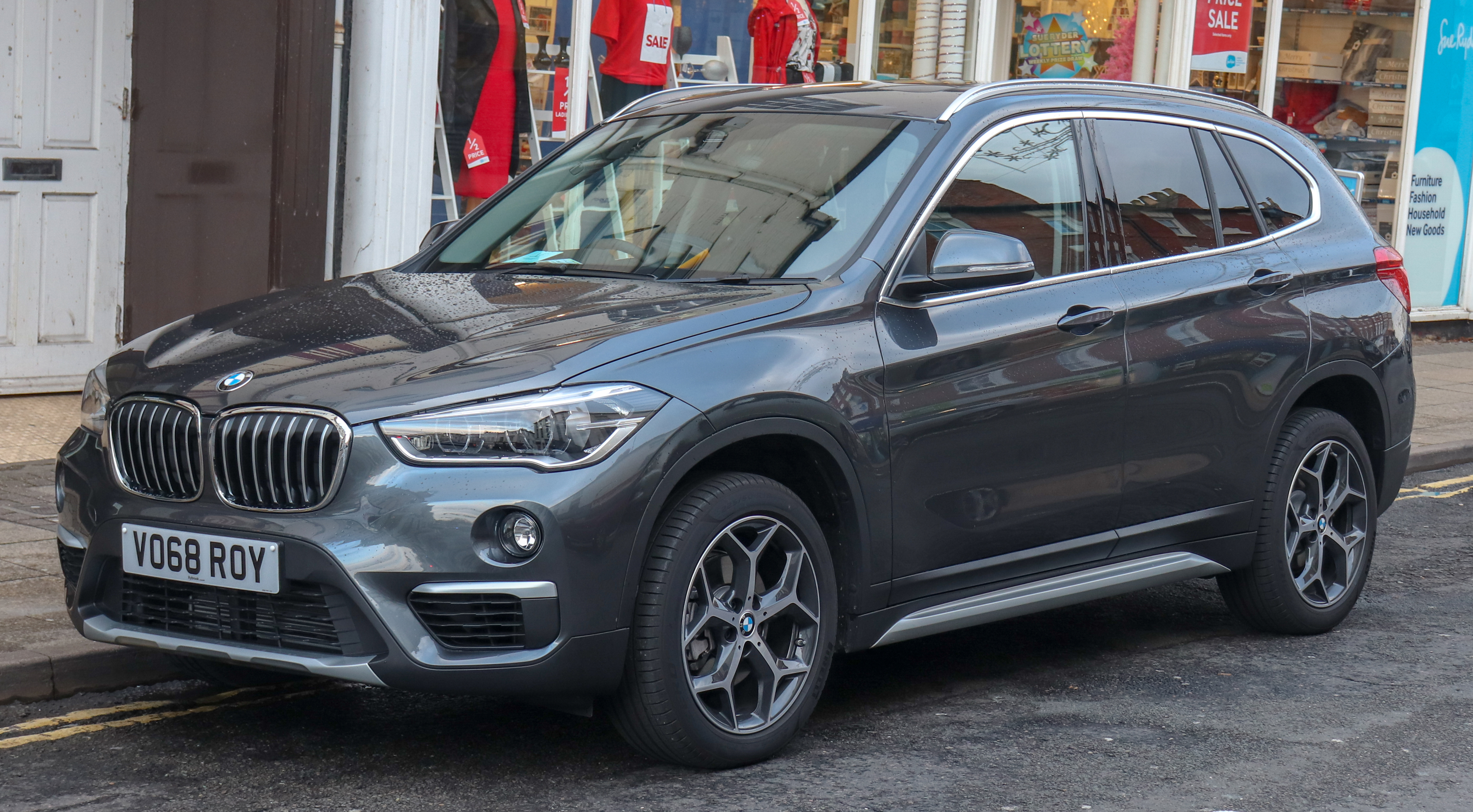
BMW X1 sDrive18i (передній)

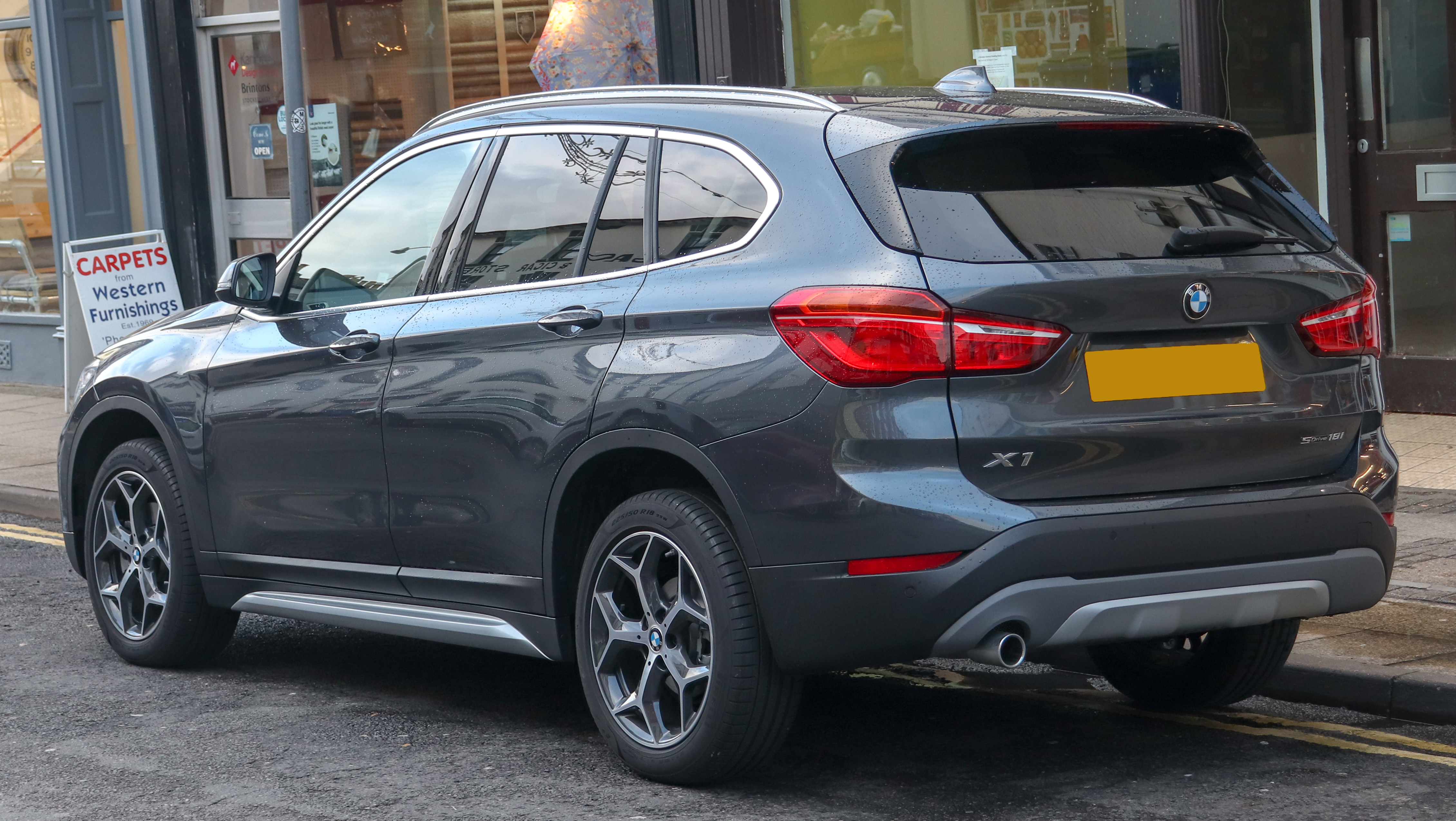
BMW X1 sDrive18i (зад)

BMW sDrive — це архітектура приводу на одну вісь, спеціально створена для позашляховиків. Представлений німецьким автовиробником BMW як опція для BMW X5 (F15) 2013 року, sDrive використовує механізми розподілу крутного моменту та переміщення, які оптимізують маневреність та ефективність. Сьогодні sDrive доступний на всіх позашляховиках BMW від X1 до X7.
До появи sDrive більшість монококових позашляховиків були оснащені повним, повним або переднім приводом. Системи приводу на два колеса, які були присутні на той час, були, як правило, створені спеціально для використання в автомобілях з точки зору керованості та довговічності. Задній привід, як правило, зустрічався лише на автомобілях з кузовом на рамі, таких як пікапи та великі позашляховики. До F15 X5 усі позашляховики BMW стандартно оснащувалсь BMW xDrive, симетричною системою повного приводу компанії. Ці транспортні засоби виявилися популярними серед звичайних споживачів, але їм бракувало керованості та точності керування седанами та спортивними автомобілями компанії. Розробка sDrive тривала приблизно вісім років, а внутрішня архітектура в основному брала приклад із задньопривідним седаном BMW замість xDrive. Однак диференціал ковзання потребував більшої потужності, щоб увімкнути систему розподілу крутного моменту на важчих автомобілях.
Сьогодні sDrive є популярною опцією для позашляховиків BMW. Майже 35% усіх позашляховиків, проданих у Північній Америці, оснащені sDrive.  Багато журналістів порівнювали маневреність sDrive з меншими седанами BMW, особливо у випадку BMW X3 (G01).